# مورين أوهارا
مورين أوهارا (بالإنجليزية: Maureen O'Hara)‏‏ (17 أغسطس 1920 - 24 أكتوبر 2015) هي ممثلة ومغنية أمريكية من أصول إيرلندية. بدأت مسيرتها الفنية سنة 1938.

## وصلات خارجية
- مورين أوهارا على موقع IMDb (الإنجليزية)
- مورين أوهارا على موقع ميتاكريتيك (الإنجليزية)
- مورين أوهارا على موقع الموسوعة البريطانية (الإنجليزية)
- مورين أوهارا على موقع روتن توميتوز (الإنجليزية)
- مورين أوهارا على موقع مونزينجر (الألمانية)
- مورين أوهارا على موقع قاعدة بيانات الأفلام العربية
- مورين أوهارا على موقع ألو سيني (الفرنسية)
- مورين أوهارا على موقع ميوزك برينز (الإنجليزية)
- مورين أوهارا على موقع تيرنر كلاسيك موفيز (الإنجليزية)
- مورين أوهارا على موقع أول موفي (الإنجليزية)